# Balogh Ágnes
Balogh Ágnes (Eger, 1957. október 8. –) magyar bábszínésznő, színésznő.

## Életpályája
Egerben született, 1957. október 8-án. 1985 óta az egri Harlekin Bábszínház tagja volt. 1987-ben végezte el a Bábszínészképző Tanfolyamot. 1989-től az egri Gárdonyi Géza Színházban szerepelt.

## Fontosabb szerepei
- Urbán Gyula: Minden egér szereti a sajtot... Fruzsina
- Grimm fivérek – Károlyi Amy: Hófehérke... Hófehérke
- Ignácz Rózsa: Csipkerózsika... Csipkerózsika
- Tömöry Márta: Az égigérő fa... Királylány
- Tamási Áron: Énekes madár... másik vénasszony
- Füst Milán: A zongora... vevő
- Zahora Mária: A fekete esernyő... Plarskyné
- Arisztophanész: A nők ünnepe... nyolcadik nő
- Erdman: A mandátum... Iljinkin felesége
- Jókai Mór: Thália szekerén... vízárus lány